# Je suis un assassin
Je suis un assassin (Engels: The Hook) is een Franse thriller uit 2004 van Thomas Vincent.

## Verhaal
Suzy verplicht haar man, een schrijver zonder uitgever, om een contract van Kantor, een beroemd en flamboyant schrijver, te aanvaarden. Dit contract blijkt uiteindelijk het begin te zijn van een vicieuze cirkel.

## Rolverdeling
| Acteur            | Personage      |
| ----------------- | -------------- |
| François Cluzet   | Ben Castelano  |
| Karin Viard       | Suzy Castelano |
| Bernard Giraudeau | Brice Kantor   |
| Anne Brochet      | Lucie Kantor   |
| Jacques Spiesser  | Kouznetov      |